# Риуге
Риуге (ест. Rõuge) — сільське селище (ест. alevik) в Естонії. Адміністративний центр однойменної волості у повіті Вирумаа.

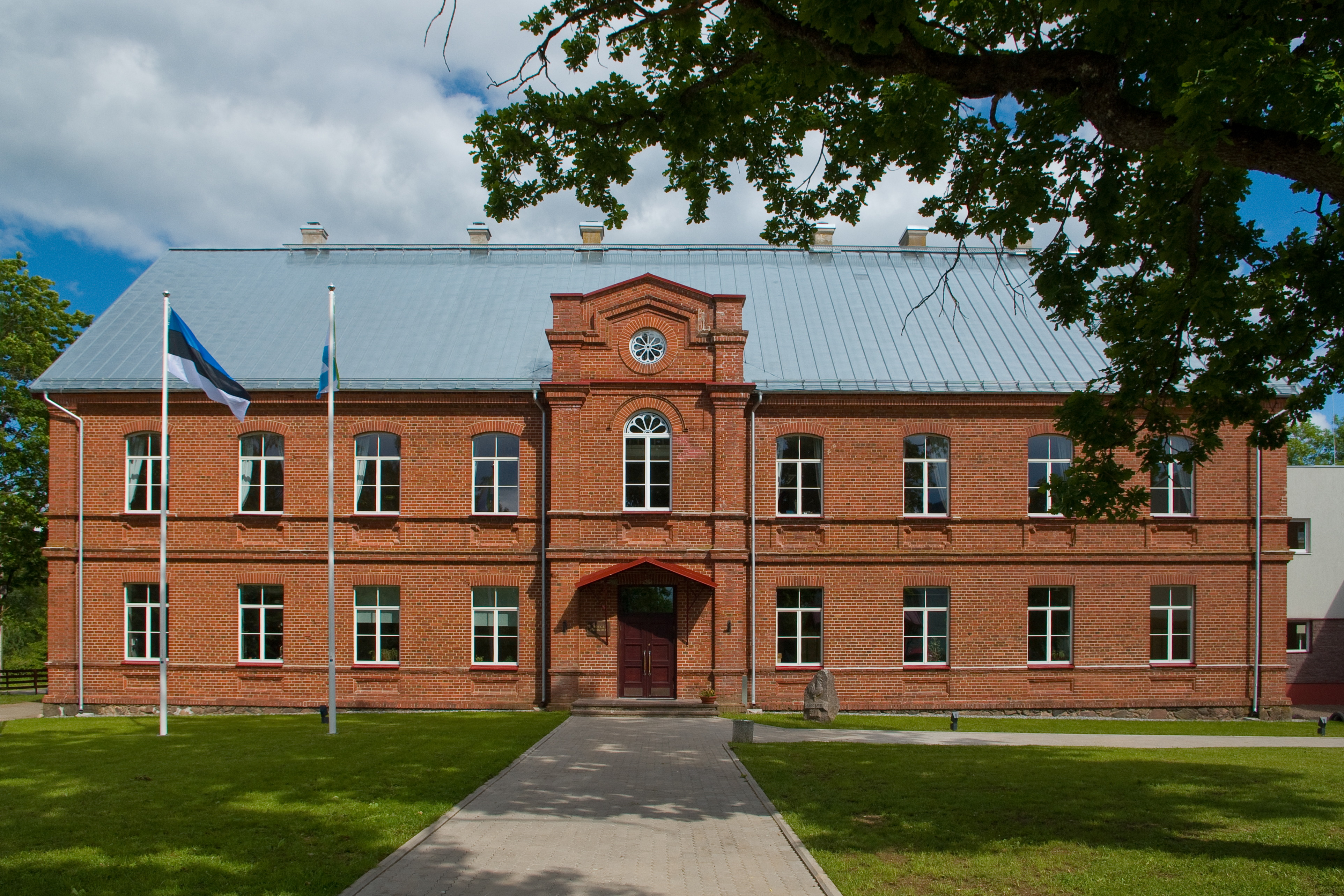
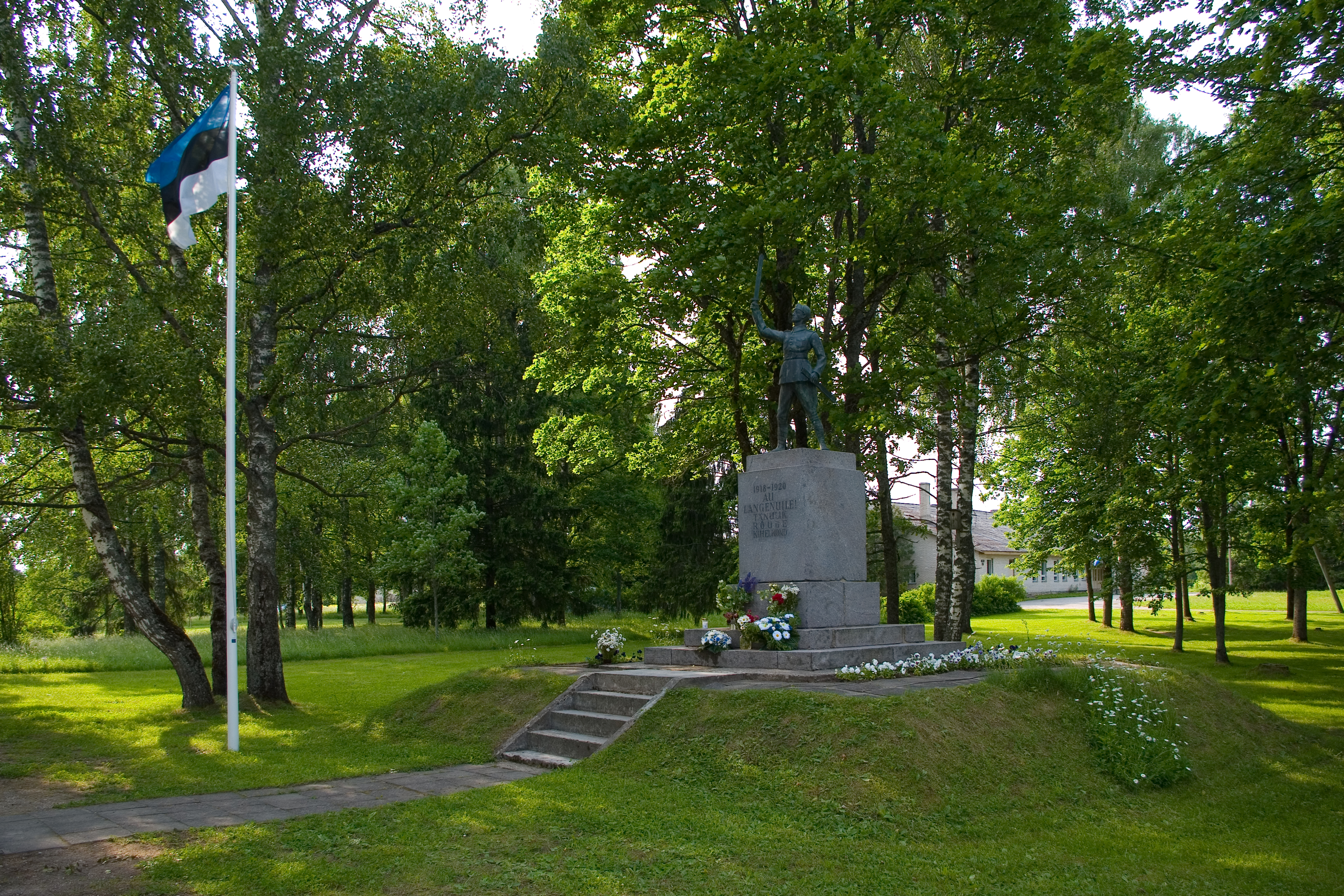
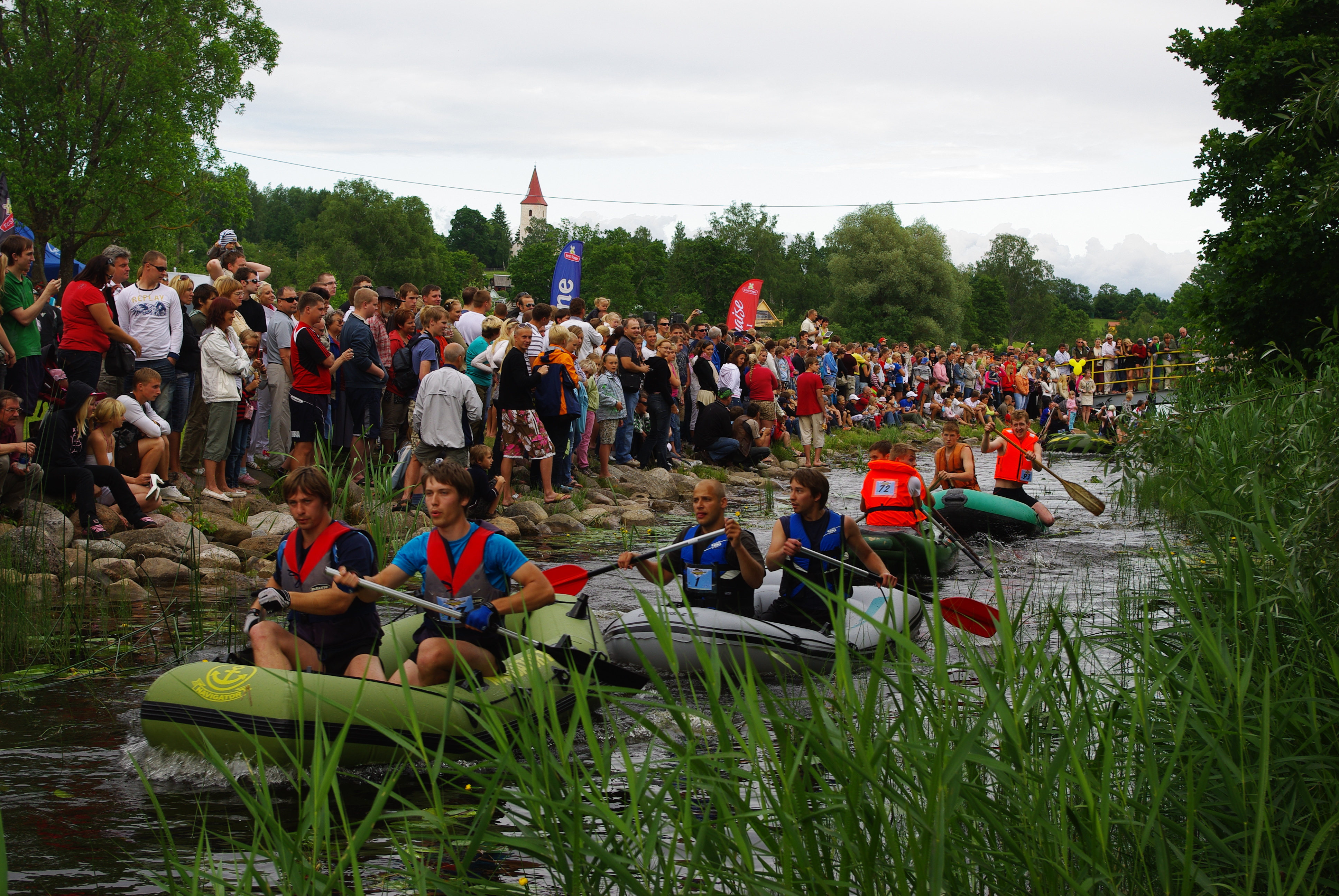